# 克盧伊鄉
44°27′N 24°03′E / 44.450°N 24.050°E
克盧伊鄉（羅馬尼亞語：Comuna Călui, Olt），是羅馬尼亞的鄉份，位於該國南部，由奧爾特縣負責管轄，面積26平方公里，海拔高度158米，2007年人口1,899，人口密度每平方公里72人。